# 神道柱
神道柱又称望柱、石望柱、神道石柱:83、神道立柱:93，是中国陵墓神道旁所立的石质柱状雕刻。通常由柱头、柱身、柱基三部分组成。是神道标识:83。
神道柱在中国有悠久的历史，最早的实例可追溯至东汉时。汉代以前，包括地下墓室、地面建筑在内，墓葬建筑材料多使用木材。汉代，砖石成为地下墓室的主要材料。地面建筑材料亦从木材向砖石材料转变。东汉神道柱的实例样式束竹柱、瓦棱柱:93。南朝时，神道柱上部柱头之下有柱额，雕刻墓主官职、爵位封号，标示身份:83。明初功臣墓的神道柱柱头一般为莲花座上置寿桃，寓意吉祥:83。